# Горицы (Грязовецкий район)
Горицы — деревня в Грязовецком районе Вологодской области.
Входит в состав Сидоровского муниципального образования, с точки зрения административно-территориального деления — в Сидоровский сельсовет.
Расстояние по автодороге до районного центра Грязовца — 49,5 км, до центра муниципального образования Сидорово — 1,5 км. Ближайшие населённые пункты — Большой Дор, Бекренево, Бакшино, Сидорово, Мартыново, Цепелка.
По переписи 2002 года население — 6 человек.